# تيد نيبيلينغ
كان تيد نيبلينغ (بالإنجليزية: Ted Nebbeling)‏ (1944 - 28 أكتوبر 2009) رئيس بلدية مدينة ويسلر في كولومبيا البريطانية وعضوًا في الجمعية التشريعية لكولومبيا البريطانية ووزير دولة لدورة الألعاب الأولمبية الشتوية 2010.
كان تيد نيبيلنغ مثلي الجنس علنا. وتزوج من جان هولمبيرغ شريكه الذي دخل معه في علاقة غرامية لمدة 32 عامًا في 15 نوفمبر 2003 بعد أشهر من تقنين زواج المثليين في كولومبيا البريطانية، في واحدة من أولى حفلات زواج المثليين لوزير شاغل لمنصب حكومي.

## الزواج
كان تيد نيبيلنغ مثلي الجنس علنا. وتزوج من جان هولمبيرغ شريكه الذي دخل معه في علاقة غرامية لمدة 32 عامًا في 15 نوفمبر 2003 بعد أشهر من تقنين زواج المثليين في كولومبيا البريطانية، في واحدة من أولى حفلات زواج المثليين لوزير شاغل لمنصب حكومي. تم إسقاط نبيلنغ من مجلس الوزراء في عملية خلط بعد يوم واحد من الإعلان عن زواجه في وسائل الإعلام. صرحت حكومة المقاطعة أن التوقيت كان مصادفة وأنه لم يكن هناك دافع ضار وراء ذلك، حيث كان نبيلنغ معلنا في السابق عن كونه مثليًا جنسيا وقت انتخابه. كان كل من نيبلينغ وهولمبيرغ من المهاجرين إلى كندا، مع هجرة نيبليغ من هولندا وهجرة هولمبيرغ من السويد. جاء نيبلينغ إلى كندا عام 1977 وأصبح مواطنًا كنديًا في عام 1980.

## السنوات السابقة
كان نيبيلينغ رئيس بلدية وعضو مجلس بلدية مدينة ويسلر، كولومبيا البريطانية قبل أن يصبح عضوا في الجمعية التشريعية لكولومبيا البريطانية في عام 1996. وأعلن في يناير 2005 أنه لن يسعى لإعادة انتخابه في المجلس التشريعي.

## الموت
توفي تيد نيبيلينغ بسرطان القولون في 28 أكتوبر 2009، عن عمر يناهز 65 عامًا.